# Mikheil Saakasjvili
Mikheil Saakasjvili eller Mikheil Saakashvili (på georgisk: მიხეილ სააკაშვილი) (født 21. december 1967 i Tbilisi) var Georgiens tredje præsident, der tjente i to valgperioder fra 25. januar 2004 til 17. november 2013. Han er den nuværende Guvernør af Odessa Oblast.

## Karriere
Han studerede i Kyiv, New York og Washington.
I juni 2002 blev han valgt til borgmester for Tbilisi. I november 2003 var han en af lederne af Rosenrevolutionen, der tvang Eduard Sjevardnadse til at gå af. 
Den 4. januar 2004 vandt han præsidentvalget, ligesom han blev genvalgt ved Præsidentvalget 2008. Han måtte ikke stille op til en tredje præsidentperiode til Georgiens præsidentvalg 2013, hvor Giorgi Margvelasjvili sejrede og efterfulgte ham som præsident.
I oktober 2021 blev Mikheil Saakashvili anholdt for en korruptionsdom fra 2013,  efter at have været i eksil uden for Georgien siden. Han forklarede det som en gestus for at opfordre landets vælgere til at stemme til lokalvalget, og anser sig selv som en politisk fange. 

## Privatliv
Han er gift med Sandra Roelofs, der stammer fra Holland. De har én søn.